# Marijke Smit Sibinga

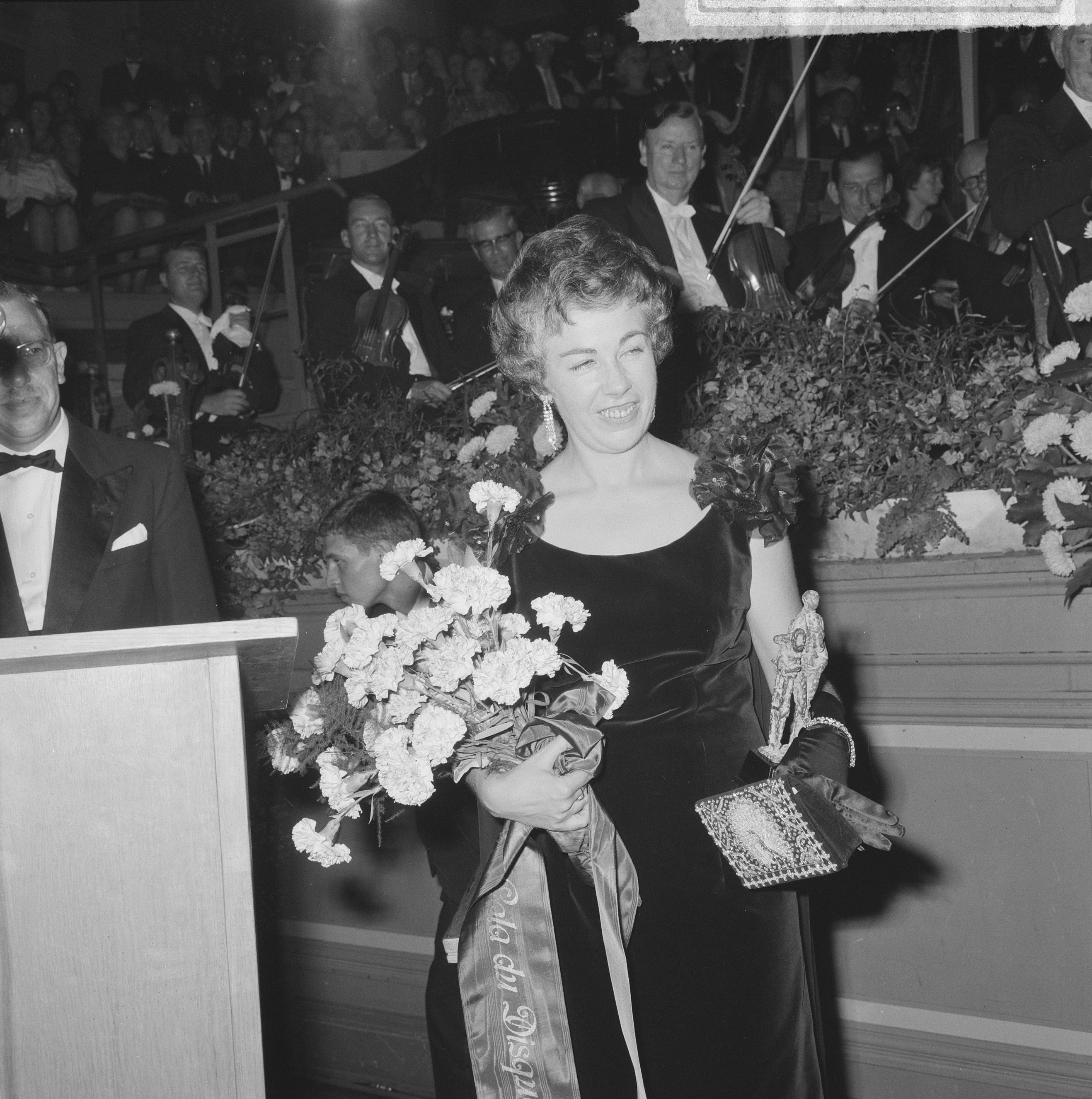
Marijke Smit Sibinga heeft Edison (september 1964)

Koosje Marijke Smit Sibinga (Nieuwkoop, 1 mei 1926 – Laren (Noord-Holland), 13 mei 2019) was een Nederlands klavecimbelspeelster (claveciniste).
Ze was een dochter van Maria Jacoba Smidt en predikant Johan Heinrich Smit Sibinga. Zelf bleef ze ongetrouwd. Ze groeide op in een huis waar moeder viool speelde, vader altviool en haar drie broers ook muziek speelden. Ouders, kinderen en bekenden konden met gemak een strijkkwartet samenstellen. Broer Joost Smit Sibinga werd hoogleraar aan de Universiteit van Amsterdam.
Haar jonge jeugd bracht ze door in Groningen. Op vierjarige leeftijd begon ze met piano. In de Tweede Wereldoorlog kwam ze vanuit Dordrecht in Amsterdam te wonen.
Haar serieuze studie begon aan het Conservatorium van Amsterdam, dan nog voor de piano bij Janny van Wering, die, zelf deels klavecinist, haar al op de klavecimbel wees. Langzaamaan ontwikkelde ze een interesse voor de klavecimbel, waarna een studie financieel ondersteund door Frankrijk bij klavecimbelpromotor Wanda Landowska in Parijs haar verder bracht. Ze kwam in de jaren vijftig op de podia en speelde vervolgens tot begin jaren negentig. Haar debuut vond plaats in 1953 in het Raadhuis van Amsterdam. Samen met twee andere musici zangeres Beatrix Mckenzie en hoboïst Arthur Mersel (latere hoboïst van het Brabants Orkest) speelde ze kamermuziek.  Ze stond in de jaren zestig bekend als top-klaveciniste, terwijl ze toch grotendeels op de achtergrond musiceerde. In 1964 kreeg ze een Edison uitgereikt voor een bijna zelf geregeld studioalbum (Oud-Nederlandsche Klaviermuziek) met oude muziek. Voor de opnamen werd oud instrumentarium bespeeld uit het Haags Gemeentemuseum, zoals een clavecyterium en spinet. Eigenlijk was ze toen verbaasd dat het instrument ineens zo in de belangstelling kwam te staan. Ze had al concertreizen naar Frankrijk en Duitsland ondernomen, speelde met het Concertgebouworkest onder leiding van Eduard van Beinum en speelde in het strijkorkest van Benedetto Marcello. Nadat de Edison aan haar was aangereikt, moest ze weer repeteren voor de komische opera voor de jeugd Het zwarte blondje van Jurriaan Andriessen.
In 1966 volgde concertreizen met I Musici door Duitsland en Oostenrijk; ze was er invaller voor Maria Teresa Garatti. Ze woonde destijds voor de rust op een woonark aan de rand van het Amsterdamse Bos, en meed drukke plaatsen. Vanuit huis gaf ze les aan circa twintig leerlingen en bezocht veel kamermuziekconcerten.
In 1978 nam ze deel aan het project De Klassieken.
- Biblioteca Nacional de España: XX5038467
- Bibliothèque nationale de France: cb13931573k (data)
- International Standard Name Identifier: 0000 0000 0293 5812
- Library of Congress Control Number: n79013029
- MusicBrainz: 0fe9e440-393f-4ca2-98fc-615abd442567
- Système universitaire de documentation: 251288102
- Virtual International Authority File: 14961458